# Катериновский сельский совет (Великобурлукский район)
Катериновский сельский совет — входит в состав Великобурлукского района Харьковской области Украины.
Административный центр сельского совета находится в селе Катериновка.

## История
- 1918 — дата образования.

## Населённые пункты совета
- село Катериновка
- село Никольское